# Мемориальный музей-мастерская Конёнкова
Мемориальный музей-мастерская Серге́я Конёнкова — мемориальный музей скульптора Сергея Конёнкова, основанный в 1974 году. Является филиалом Научно-исследовательского музея Российской академии художеств.

## Описание

Портрет Сергея Конёнкова

Музей-мастерская Сергея Конёнкова находится в квартире дома № 17 на Тверской улице, в которую скульптор въехал в 1947 году. Здание построено по проекту архитектора Аркадия Мордвинова в 1940 году для творческой интеллигенции. В этом доме также проживали драматург Григорий Горин, лётчик Александр Горголюк, музыкант Александр Гольденвейзер (в его квартире открыт музей). В память о Сергее Конёнкове на доме установлена мемориальная доска.

## История
Музей был открыт в 1974 году, к столетнему юбилею скульптора.

## Экспозиция музея
Помещение музея поделено на две части: мастерскую, в которой работал Конёнков, и мемориальные комнаты: спальня, кабинет, холл и гостиная. В квартире удалось сохранить прижизненный интерьер, спроектированный Конёнковым. В собрании музея хранится более пяти тысяч экспонатов. В экспозиции представлены произведения скульптора, книги из его библиотеки, фотографии, личные вещи скульптора и т. п..
Вестибюль на втором этаже окрашен в синий цвет. В нём установлен гипсовый автопортрет, созданный Конёнковым к своему 80-летию. Рядом находится бюст его жены Маргариты Конёнковой и скульптура «Магнолия» — фигуры обнажённой женщины. В комнате также выставлена мебель, созданная мастером в 1930-е годы в США.
В холле, где Конёнковы принимали гостей, стены украшают рисунки хозяина квартиры «Моя родословная» с изображением семьи скульптора, и рисунок «Паганини» — изображение скрипача Никколо в полный рост. В кабинете находится библиотека: книги Александра Пушкина, Николая Гоголя, Льва Толстого, Фёдора Достоевского, Оноре де Бальзака, Стендаля. В ней также представлены книги, подаренные Сергею Конёнкову писателями Леонидом Леоновым, Сергеем Михалковым, Петром Вершигора, художником Евгением Кацманом. В центре комнаты стоит письменный стол, а у окна лежит посмертная маска скульптора, отлитая в бронзе.
Московская мастерская является копией его мастерской в Нью-Йорке и представляет собой светлый зал с пятиметровыми окнами. В ней собраны работы автора разных периодов: «Читающий татарин», «Камнебоец», «Самсон», портреты Иоаганна Баха, Никколо Паганини, Владимира Ленина. В центре мастерской находится скульптуры «Лесной серии»: «Старенький старичок» (1909), «Лесовик» (1909), «Вакх с малахитовыми глазами» (1916), «Мы — ельнинские» (1942), рельеф «Пиршество» (1910) и другие.
В музее собрана коллекция портретов современников скульптора: Сергея Рахманинова, Чарльза Гильдера, Надежды Плевицкой, Максима Горького, Фёдора Достоевского. Среди них наиболее известен портрет Альберта Эйнштейна. В мастерской представлен его гипсовый отлив, а итоговый портрет в мраморе выставлен в Третьяковской галерее. В 1920-е годы Конёнков создал скульптуры Евангельского цикла, из них в мастерской хранятся «Пророк», «Иоанн», «Иаков», изображения Христа. Одним из последних произведений Конёнкова является неоконченная композиция «Космос»: центральная фигура олицетворяет Космическое пространство, а символы — созвездия.

## Галерея

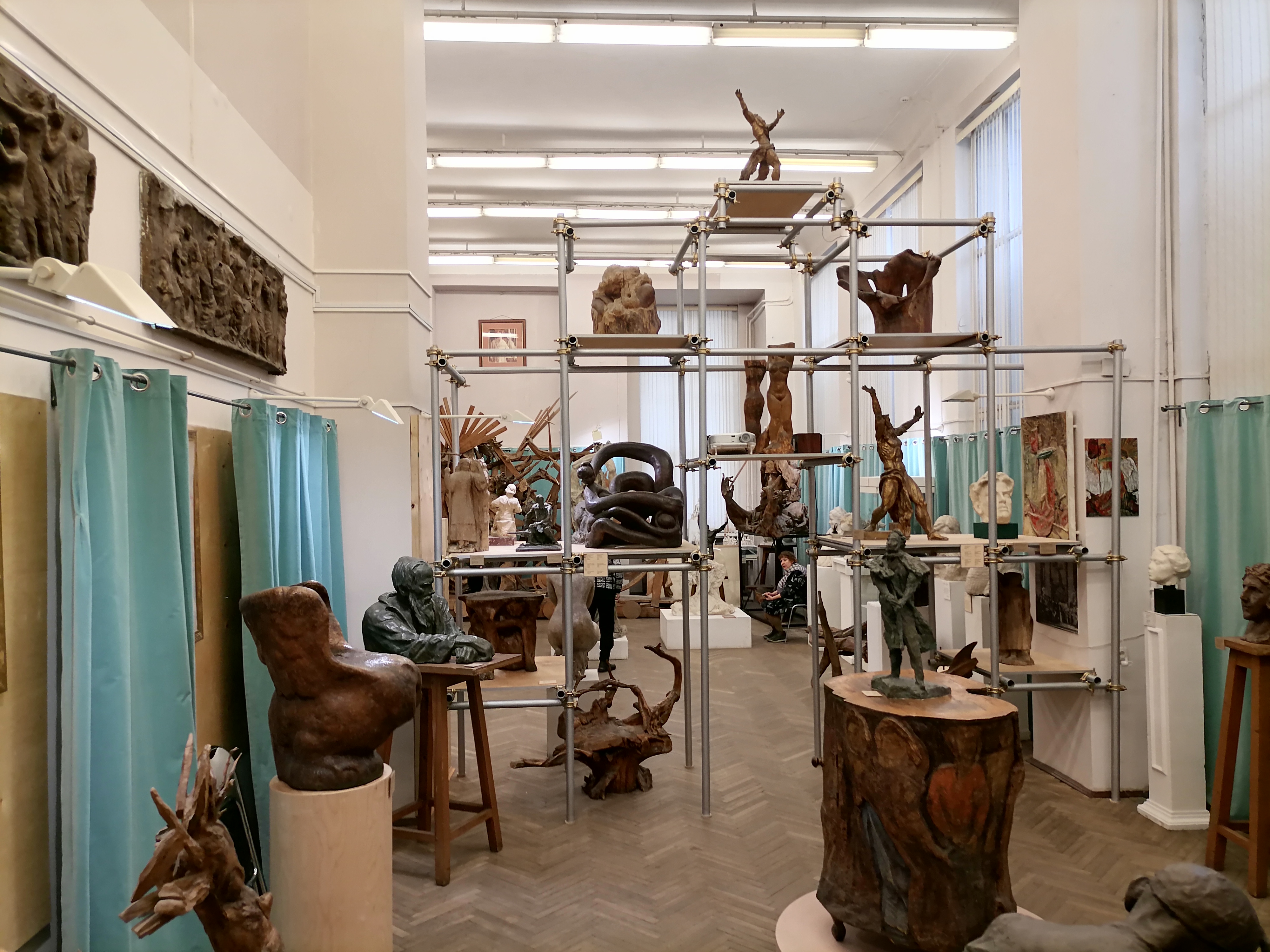
Мастерская
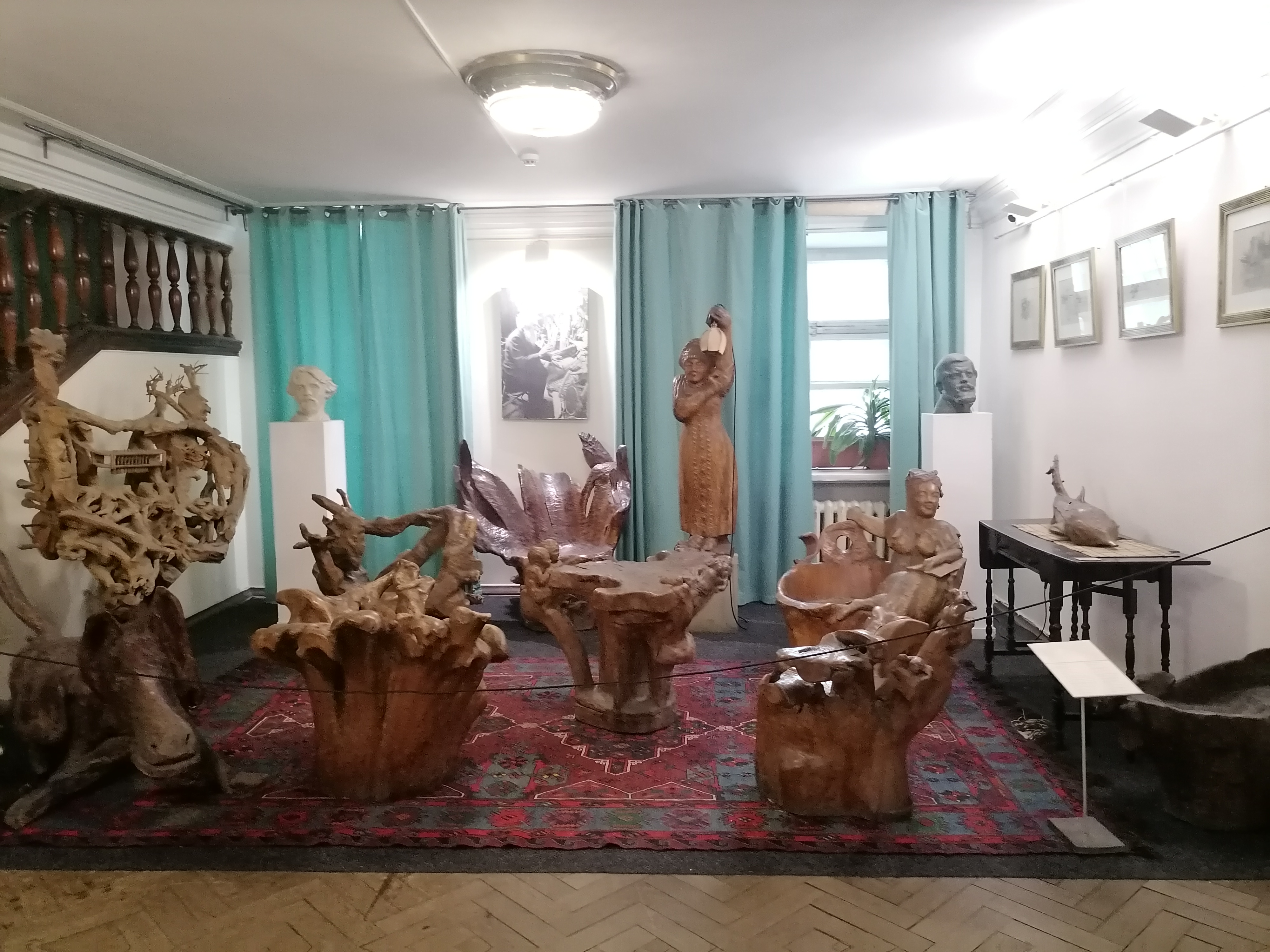
Гостиная
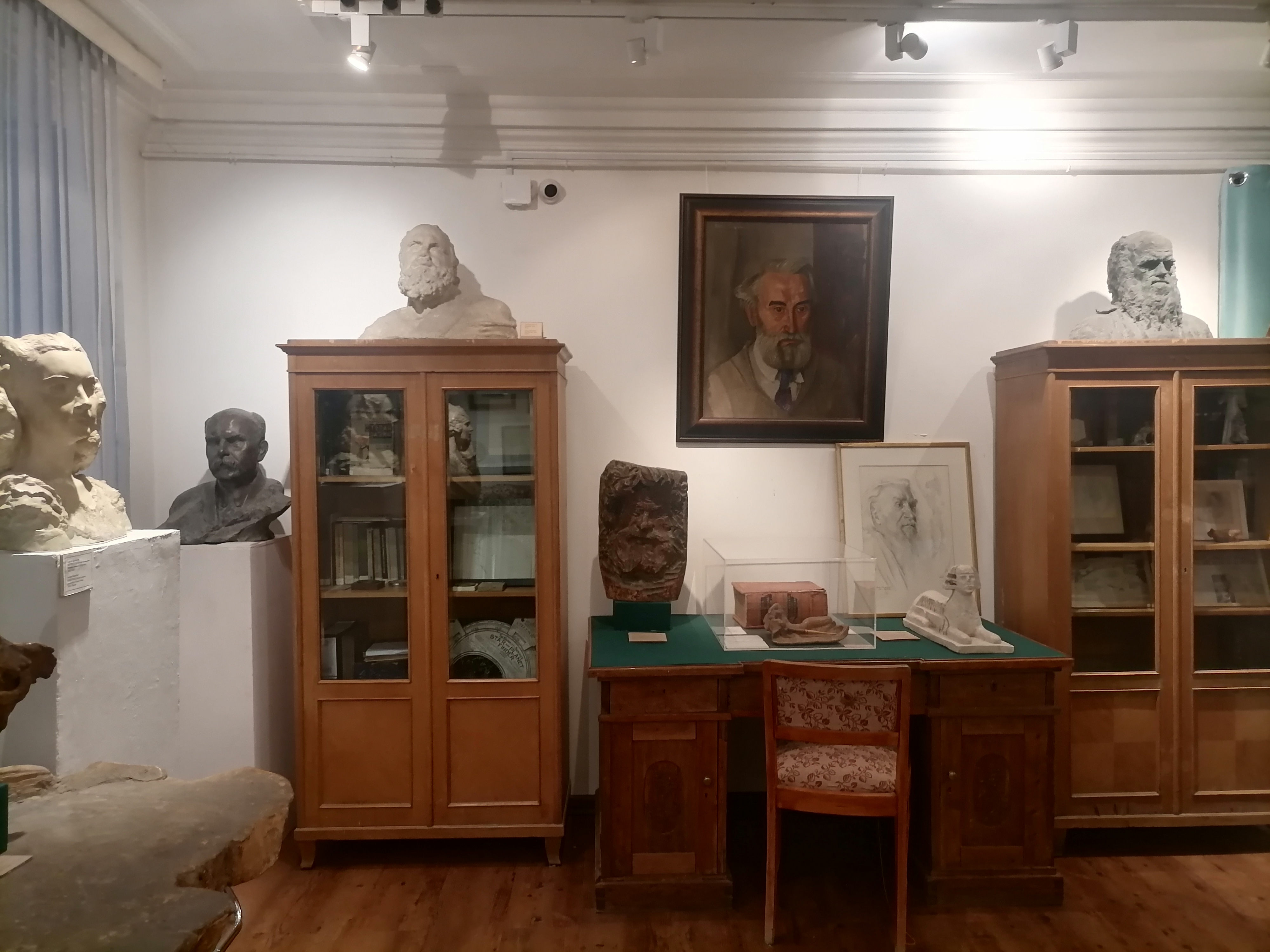
Кабинет
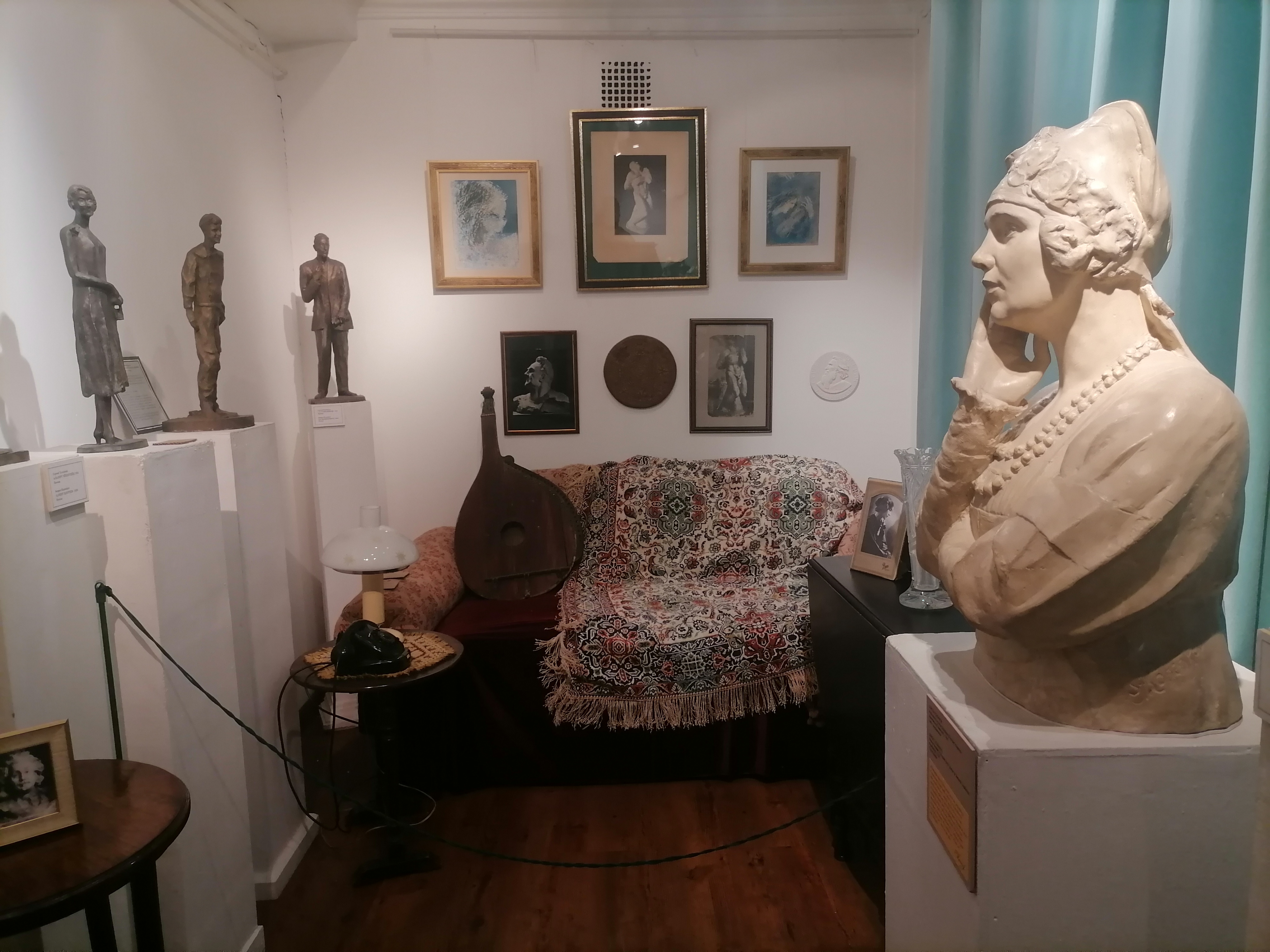
Спальня

## Мероприятия
В музее проходят выставки произведений молодых скульпторов и художников, научные конференции. В 2009 году в мастерской состоялась выставка лауреатов премии имени Ю. Г. Орехова в области скульптуры. В 2012-м прошла выставка фотографа Елены Важениной «11 Монро», а через год — выставка 40 японских фотографов, приуроченная к 10-летию Японского института фотоиндустрии.
В 2016-м в музее был представлен выставочный проект «Сергей Конёнков и Степан Эрьзя: великие соратники, великие соперники», знакомивший посетителей с творчеством мастеров. На выставке была впервые показана модель надгробного памятника, выполненная в 1961 году Конёнковым в память о Степане Эрьзя.